# Saltaire ipari falu
Saltaire egy viktoriánus mintatelepülés Bradford város körzetében Yorkshire nyugati részén, Angliában, az Aire folyó és a Leeds-Liverpool Csatorna partján. A falu a világörökség része és egyben az ERIH (Európai Ipari Örökségek Útvonala) egyik állomása.

## Története
Saltaire-t Sir Titus Salt alapította 1853-ban. A falu neve az alapító vezetéknevéből és a folyó elnevezéséből tevődik össze. Salt egész vállalkozását ide, a Nyugat-Yorkshire-i Shipley mellé költöztette Bradford városából, részben azért, hogy jobb ellátást biztosíthasson a dolgozóinak, mint amit Bradfordban kaphattak volna, részben pedig azért, hogy hatalmas textilfeldolgozóját egy vízi- és egy vasút mellé telepíthesse. Salt a bradfordi Lockwood and Mawson céget kérte fel az építészeti tervezésre.
Néhány évvel korábban Edward Akroydat kezdett hasonló tervek megvalósításába, szintén Nyugat-Yorkshire-ben, Copley-ben. Más mintatelepülések is keletkeztek jóval Saltaire előtt, így például Robert Owen faluja New Lanarkban, Skóciában, amely a 19. század elejére fejlődött ki, és szintén világörökségi helyszín.
A falu közel 25 éven át épült - az utolsó épület 1876-ban, nem sokkal az alapító atya halála előtt lett kész. Célja az volt, hogy a gyárban dolgozó mintegy 3000 munkás, akiket korábban vasúttal szállítottak be dolgozni, kielégítő lakásokat kapjanak az üzem közvetlen közelében. Titus Salt ehhez kapcsolódva több sor nagyjából egyforma, egy emeletes kőházat építtetett 1854-68 között (sokkal jobbakat a bradfordi kunyhóknál). Emellett mosodákat folyóvízzel, fürdőházakat, egy kórházat, ráadásul szórakoztató és oktatóintézményt könyvtárral, olvasószobával, koncertteremmel, biliárdszobával, tudományos laboratóriummal és tornateremmel. De a minta faluban volt még szociális otthon, bérelhető kertek, templom, egy park, sőt még egy csónakház is. A falut övező utcákat, többek között, róla, feleségéről és 11 gyermekéről nevezték el.  
Sir Titus 1876-ban elhunyt, testét mauzóleumba helyezték, amely a Kongregáció temploma mellett áll. Amikor Sir Titus Salt fia meghalt, Saltaire-t egy társaság vette át, melynek egyik tagja a haworthi James Roberts, aki azelőtt tizenkét éves korától az ottani üzemekben dolgozott, és aki minden évben elutazott Oroszországba, és folyékonyan beszélt oroszul. Sir James Roberts Saltaire tulajdonosa lett, de nagy befektetései voltak Oroszországban, így a forradalom idején elvesztette vagyonát. Az orosz tanszék vezetője lett a Leeds Egyetemen és megvásárolta a Brontes-féle haworthi parókiát a nemzet számára. T. S. Eliot róla tesz említést a The Waste Land (Elveszett Föld) című művében. East Sussex-ben, Fairlight-ban temették el.

## Saltaire napjainkban
2001 decemberében Saltaire felkerült az UNESCO világörökség-listájára. Ez azt jelenti, hogy a kormány kötelessége a helyszín védelme. A falu meglehetősen épen maradt fenn (az épületállomány alig 1 százaléka tűnt csak el az elmúlt 150 évben), némiképp azonban romboló hatással van rá a forgalom, mivel az Aire völgye fontos kelet-nyugati útvonal. A vandalizmus áldozatául esett park felújításra szorul.
A mintatelepülés épületei egyenként állnak védelem alatt, a legnagyobb védettséget (I. kategóriájút) a Kongregáció temploma élvezi (1972 óta United Reformed Church). Saltaire Műemléki terület. 
A Victoria Hall (eredetileg a Saltaire Intézet) ma konferenciák és koncertek helyszíne, valamint itt találjuk a Viktoriánus nádorgona múzeumot.
A Saltaire Fesztivál, ami először 2003 -ban került megrendezésre a falu alapításának 150. évfordulója ünneplésére, már hagyományos egyhetes rendezvény minden év szeptember-októberében.

## Salt üzemei ma
Ma a Salt üzemei alkotta komplexumot üzleti, kereskedelmi, szórakozási és lakhatási célokra használják.
A főépületben találjuk:
- Az 1853 Galériát: számos teremben tekinthetjük meg a bradfordi születésű David Hockney képzőművész alkotásait: festményeket, rajzokat, fotómontázsokat és díszleteket.
- Ipari cégeket, úgy mint a Pace Micro Technology elektronikai gyárat.
- Különféle boltokat. Vannak itt könyveket, művészkellékeket, ékszereket, ruházati cikkeket, antikvitást, biciklit, és háztartási cikkeket árusító boltok; az utóbbiban például olyan nemzetközi hírű tervezők termékei vásárolhatjuk meg, mint Alvar Aalto vagy Philippe Starck.
- Éttermeket és kávézókat.

A csatorna másik oldalán található "New Mill" részben a National Health Service Trusts (Nemzeti Egészségügyi Szolgáltató Tröszt) irodáinak, részben lakásoknak ad otthont.

## Egyéb mintatelepülések
- Woodlands, Dél Yorkshire
- Port Sunlight
- Ackroyden
- Stewartby
- Forges de Syam, Champagnole
- Bournville
- New Lanark

## Külső hivatkozások
- Saltaire weboldala Archiválva 2007. július 3-i dátummal a Wayback Machine-ben
- Saltaire falu weboldala
- Saltaire közösségi weboldala
- BBC rádióbeszélgetés egy Saltaire-i munkással Archiválva 2005. augusztus 17-i dátummal a Wayback Machine-ben
- Átfogó tájékoztatás Saltaire-ről és más hasonló oldalakra mutató hivatkozások Archiválva 2006. január 13-i dátummal a Wayback Machine-ben
- Saltaire Turisztikai Információs oldal
- Saltaire fesztiváloldal
- Saltaire fényképeken és küolönféle érdekes helyszíne leírása Archiválva 2007. szeptember 30-i dátummal a Wayback Machine-ben
- Sir James Roberts és Saltaire
- UNESCO Világörökség Központ
- The genesis of Saltaire @ Ward's Book of Days

## Fordítás
- Ez a szócikk részben vagy egészben  a   Saltaire című angol Wikipédia-szócikk ezen változatának fordításán alapul.  Az eredeti cikk szerkesztőit annak laptörténete sorolja fel. Ez a jelzés csupán a megfogalmazás eredetét és a szerzői jogokat jelzi, nem szolgál a cikkben szereplő információk forrásmegjelöléseként.